# Przedzisław Polakowski
Przedzisław Polakowski (ur. 7 sierpnia 1932 roku w Łodzi, zm. 26 marca 2022) – polski farmakolog, prof. dr hab.

## Życiorys
W 1951 roku ukończył III Liceum Ogólnokształcące im. T. Kościuszki w Łodzi. W latach 1951–1957 odbył studia medyczne na Wydziale Lekarskim Akademii Medycznej w Łodzi.
Pracę dydaktyczną w Zakładzie Farmakologii Doświadczalnej i Toksykologii rozpoczął pod kierunkiem prof. Emila Leyko będąc studentem V roku. Doktoryzował się w 1965 roku.
Po otrzymaniu w 1966 roku stanowiska adiunkta, poza prowadzeniem ćwiczeń i seminariów ze studentami medycyny, stomatologii i farmacji oraz podchorążymi Wojskowej Akademii Medycznej (WAM), wykładał niektóre działy farmakologii studentom Wydziału Lekarskiego i Farmaceutycznego, wygłaszał referaty w ramach szkolenia podyplomowego lekarzy i farmaceutów, realizował filmy dydaktyczne.
Uzyskał uprawnienia inspektora ochrony radiologicznej. W Studium Doskonalenia Lekarzy Akademii Medycznej w Warszawie odbył przeszkolenie na temat zastosowania radioizotopów w biologii i medycynie. W 1966 roku zorganizował pracownię radioizotopową do badań czynnościowych in vivo i in vitro. W 1970 roku zapoznał się z metodami badania układu krążenia w pracowni radioizotopowej Instytutu Kardiologii Akademii Nauk Medycznych w Moskwie.
W 1973 roku był sekretarzem międzynarodowego sympozjum w Łodzi na temat zastosowania radioizotopów w farmakologii.
Przez całą karierę zawodową był związany z Zakładem Farmakologii AM, gdzie obronił pracę doktorską, a następnie uzyskał stopień doktora habilitowanego w 1975 roku. W 1976 roku na prośbę władz WAM został przeniesiony do tej uczelni na stanowisko docenta, kierownika Zakładu Farmakologii. Funkcję tę sprawował do 30 IX 1979 roku. Już od 1 X 1978 roku został ponownie zatrudniony w Akademii Medycznej w Łodzi. Od grudnia 1981 roku pełnił obowiązki kierownika, a od listopada 1985 r., do przejścia w dniu 30 IX 2002 roku na emeryturę, był kierownikiem Zakładu Farmakologii.
W 1991 roku został powołany na stanowisko profesora nadzwyczajnego AMŁ. Opublikował 56 prac oryginalnych, 2 poglądowe, 3 rozdziały w podręczniku, 7 rozdziałów w skryptach oraz 70 komunikatów zjazdowych, z czego 36 na zjazdach i konferencjach międzynarodowych. Był promotorem 7 doktoratów. W czasie kiedy kierował Zakładem Farmakologii, wykonano w nim 4 prace habilitacyjne.
W latach 1958–1968 kierował Poradnią Ogólną Zespołu Leczniczo-Profilaktycznego dla studentów.
Uczył farmakologii w Szkole Pielęgniarskiej przy AMŁ. W 1965 roku był członkiem założycielem Polskiego Towarzystwa Farmakologicznego, działał w Polskim Towarzystwie Fizjologicznym. Na wniosek WAM został odznaczony Medalem Komisji Edukacji Narodowej i Medalem Gen. dyw. Bolesława Szareckiego, a za pracę w Akademii Medycznej w Łodzi: Krzyżem Kawalerskim Orderu Odrodzenia Polski, Złotym Krzyżem Zasługi oraz 5 honorowymi medalami i 3 odznakami.
Zmarł 26 marca 2022, pochowany na Starym Cmentarzu w Łodzi.
Jego siostrą była Wanda Frontczakowa.